# Ulianówka
Ulianówka (niem. Julienthal bei Friedland in O.S.) – część miasta Korfantów, w województwie opolskim, w nyski nyskim, w gminie Korfantów. Położona jest na północ od centrum Korfantowa, wzdłuż ulicy o nazwie Ulianówka. Osiedle to ma status samodzielnego sołectwa. Do 31 grudnia 1997 samodzielna wieś.
Historycznie leży na Górnym Śląsku, na Równinie Niemodlińskiej, będącej częścią Niziny Śląskiej. Przepływa przez nią rzeka Ścinawa Niemodlińska.

## Historia
W XIX w. wieś posiadała własna pieczęć gminną, na której wizerunku przedstawiono  drzewo liściaste (dąb?) o grubym pniu.

## Włączenie do Korfantowa
Po wielu bezskutecznych próbach odzyskania statusu miasta przez Korfantów, na początku lat 90. podjęto kolejne starania w tej sprawie. 14 listopada 1991 Zarząd Gminy Korfantów podjął uchwałę dotyczącą opracowania administracyjnych i przestrzennych podstaw uzyskania praw miejskich przez Korfantów. Na podstawie porozumienia zawartego 27 listopada 1991 przygotowanie dokumentów zlecono Instytutowi Śląskiemu w Opolu. Dwa dni później Rada Gminy Korfantów podjęła uchwałę powołującą komisję ds. przygotowania organizacyjnego nadania praw miejskich. 10 marca 1992 zorganizowano spotkanie podczas którego mieszkańcy Korfantowa i Ulianówki jednogłośnie wypowiedzieli się za nadaniem praw miejskich. Dodatkowo 25 marca 1992 przeprowadzono konsultacje społeczne w sprawie nadania statusu miasta miejscowości Korfantów (z Ulianówką). 29 kwietnia 1992 Rada Gminy podjęła uchwałę w sprawie wystąpienia z wnioskiem o nadanie statusu miasta miejscowości Korfantów, który następnie został przez Zarząd Gminy przesłany wojewodzie i przewodniczącemu sejmiku samorządowego do zaopiniowania. 30 czerwca 1992 pozytywną opinię wydał sejmik, a 11 sierpnia 1992 wojewoda opolski pozytywnie zaopiniowany przez siebie wniosek przesłał do Rady Ministrów. Nadanie statusu miasta miejscowości na podstawie przepisów ówcześnie obowiązującej ustawy o samorządzie terytorialnym (ob. gminnym) nie było jednak możliwe, gdyż przewidywały one możliwość nadania statusu miasta jedynie gminie. Nowelizacja ustawy i uwzględnienie w niej możliwości nadania statusu miasta także miejscowości, umożliwiło rozpatrzenie w roku 1993 wszystkich wniosków złożonych przez miejscowości ubiegające się o nadanie statusu miasta.
Ulianówkę do Korfantowa włączono dopiero 1 stycznia 1998.